# Ronaldinho (mestre-sala)
Reinaldo Alves Teixeira, mais conhecido pelo apelido Ronaldinho (São João de Meriti, 1971 — Duque de Caxias, 12 de abril de 2013) foi um mestre-sala brasileiro, campeão do carnaval carioca de 2009 pelo Acadêmicos do Salgueiro. Foi vice-campeão do carnaval em 1991 e 2008, também pelo Salgueiro. Venceu o Grupo de Acesso A em 1992, pelo Acadêmicos do Grande Rio. É um dos maiores vencedores do Estandarte de Ouro, considerado o "óscar do carnaval", tendo ganho cinco prêmios.
Iniciou no carnaval aos 10 anos de idade. Passou por diferentes escolas de samba, como União da Ilha do Governador, São Clemente, Acadêmicos do Cubango, Caprichosos de Pilares, Unidos da Ponte e Império da Tijuca. Em 2001 se acidentou no incêndio que destruiu o cenário do programa Xuxa Park. Morreu em 12 de abril de 2013, aos 42 anos,  decorrência de um câncer de garganta do qual tratava há um ano.

## Biografia

### 1971–1987: Infância e início no carnaval
Reinaldo Alves Teixeira nasceu em São João de Meriti, recebendo o apelido Ronaldinho ainda criança. Filho do também mestre-sala Ebio Serafim Teixeira e de Vera Lúcia, Ronaldinho começou a desfilar aos oito anos de idade, no Bloco Carnavalesco Inocente de Jardim Metrópolis. Aos treze anos foi pentacampeão desfilando pela Acadêmicos do Cubango, no carnaval de Niterói. Após uma pausa para os estudos, Ronaldinho retornou ao carnaval em 1982, desfilando na escola de samba Bom das Bocas, no carnaval de Três Rios. Após mais dois anos de pausa para os estudos, em 1985, fez sua estreia na elite do carnaval carioca como primeiro mestre-sala do Império da Tijuca. Ficou por quatro anos na escola, se desligando da agremiação após o carnaval de 1987, quando a escola foi rebaixada para o segundo grupo. Na mesma época, se casou Gilzéria, se mudando para o Morro da Formiga, na Tijuca.

### 1988–1994: Estandarte de Ouro pelo Salgueiro e campeão do Acesso na Grande Rio
Em 1988, desfilou pelo Salgueiro, com a porta-bandeira Norminha. O desempenho lhe valeu seu primeiro Estandarte de Ouro de melhor mestre-sala. No ano seguinte, em 1989, desfilou pela Unidos da Ponte. Junto com a porta-bandeira Nicinha, Ronaldinho não conseguiu nenhuma nota máxima e a escola foi rebaixada para a segunda divisão. Em 1990 desfilou pela Caprichosos de Pilares, onde retomou a parceria com a porta-bandeira Norminha. No ano seguinte, em 1991, retornou ao Salgueiro, formando par com a porta-bandeira Rita Freitas. Os dois conquistaram apenas uma nota máxima, mas a escola foi vice-campeã do Grupo Especial. Em 1992, o mestre-sala desfilou pelo Acadêmicos do Grande Rio no grupo de acesso A. Ronaldinho e a porta-bandeira Adriene conquistaram a nota méxima de todos os jurados e a escola sagrou-se campeã da segunda divisão. No ano seguinte, permaneceu na Grande Rio, no retorno da escola ao Grupo Especial, onde retomou a parceria com a porta-bandeira Rita Freitas. Os dois conquistaram apenas uma nota máxima e, para o ano seguinte, ainda na Grande Rio, Ronaldinho novamente trocou de porta-bandeira, dançando com Ivone.

### 1995–2005: Mais quatro Estandartes e drama no incêndio do Xuxa Park

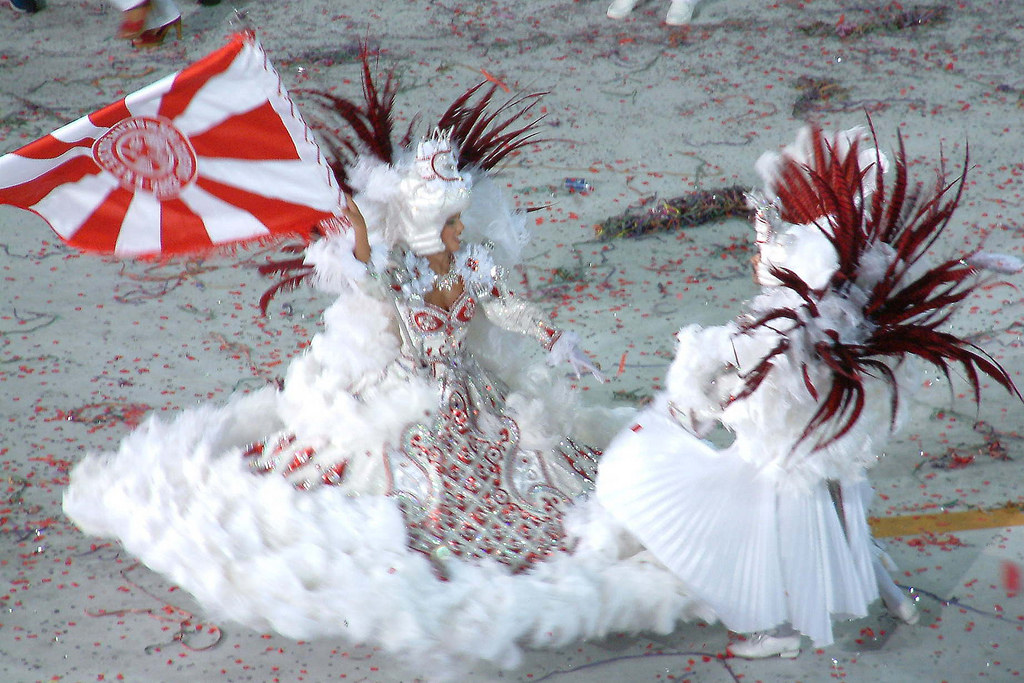
Ronaldinho e Marcella Alves no desfile de 2003 do Salgueiro, que valeu ao mestre-sala seu quarto Estandarte de Ouro.

No carnaval de 1995, desfilou pela São Clemente, onde conquistou seu segundo Estandarte de Ouro. Porém, o mestre-sala e a porta-bandeira Taninha não conquistaram nenhuma nota máxima e a escola foi rebaixada de grupo. Em 1996, retornou à Império da Tijuca, novamente com Taninha. A escola também foi rebaixada. Em 1998, novamente com Taninha, desfilou pela Cubango, dessa vez, no Grupo de Acesso A do Rio de Janeiro. Conquistou três notas máximas e a escola se classificou em quarto lugar. Em 1999 retornou à Grande Rio, no Grupo Especial, dançando com a porta-bandeira Verônica Lima, que foi sua aluna em anos passados. O casal conquistou nota máxima de todos os jurados e a escola obteve seu melhor resultado no carnaval até então. No ano seguinte, Ronaldinho e Verônica desfilaram novamente pela Grande Rio, mas não conquistaram nenhuma nota máxima do júri oficial.
Para o carnaval de 2001, acertou seu retorno ao Salgueiro, formando par com a porta-bandeira Marcella Alves. Na noite de 11 de janeiro de 2001, Ronaldinho e Marcella participavam da gravação do programa de televisão Xuxa Park, quando um incêndio destruiu o cenário do programa deixando várias pessoas feridas, incluindo Ronaldinho e seu afilhado, Marcus Vinícius, de cinco anos. Após gravar sua participação, Ronaldinho aguardava o término das gravações enquanto seu afilhado brincava numa roda gigante que fazia parte do cenário do programa. Ao perceber o incêndio, Ronaldinho driblou a segurança e invadiu o estúdio para resgatar Marcus. O mestre-sala se atirou no meio da fumaça e das chamas e conseguiu desprender Marcus Vinícius. Ambos foram internados numa clínica médica para recuperação. Ronaldinho teve 20% da área corporal atingida enquanto seu afilhado teve 40% do corpo queimado. A porta-bandeira Marcella Alves conseguiu escapar das chamas. Após passar dezoito dias internado numa clínica para recuperação, Ronaldinho recebeu alta e retomou os ensaios para o desfile do Salgueiro. O casal recebeu nota máxima dos jurados e, pela terceira vez, Ronaldinho foi premiado com o Estandarte de Ouro de melhor mestre-sala do carnaval.

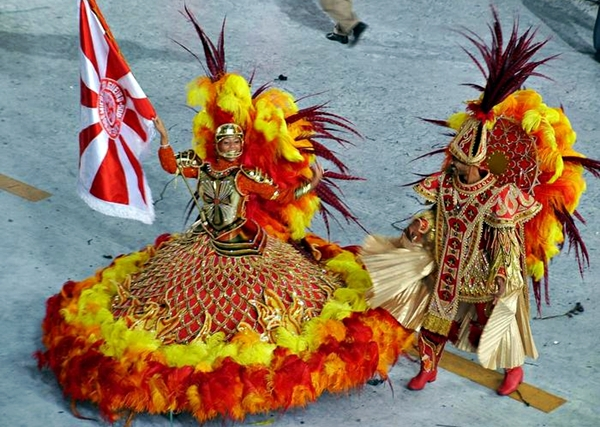
Ronaldinho e Marcella Alves no desfile de 2005 do Salgueiro.

No desfile de 2002, Marcella deixou a bandeira da escola cair durante sua apresentação no primeiro módulo, o que rendeu uma nota 9,2 ao casal. A escola terminou na sexta colocação. Em 2003, apesar do casal não obter um bom desempenho, perdendo quatro décimos no total das notas, Ronaldinho foi novamente agraciado com Estandarte de Ouro, o terceiro de sua carreira. Com um desfile comemorativo pelos seus cinquenta anos, o Salgueiro se classificou em sétimo lugar, ficando de fora do desfile das campeãs. No carnaval de 2004, o casal recebeu nota máxima de todos os jurados, sendo, ao lado de Lucinha Nobre e Rogerinho Dornelles da Unidos da Tijuca, os únicos casais a conquistar quatro notas 10. A escola foi a sexta colocada do carnaval e Ronaldinho recebeu o seu quinto e último Estandarte de Ouro da carreira. Em 2005, Ronaldinho e Marcella perderam meio ponto no julgamento oficial. Após o resultado, a porta-bandeira se desligou do Salgueiro, atribuindo sua saída à desentendimentos com o então presidente da agremiação, Luiz Augusto Laje Duran ("Fú"). Segundo Marcella, seu relacionamento com o mestre-sala Ronaldinho também estaria desgastado. Após a saída de Marcella, Ronaldinho declarou em entrevista que a porta-bandeira foi imatura ao deixar a escola após um resultado ruim.

### 2006–2013: Campeão no Salgueiro e despedida do carnaval

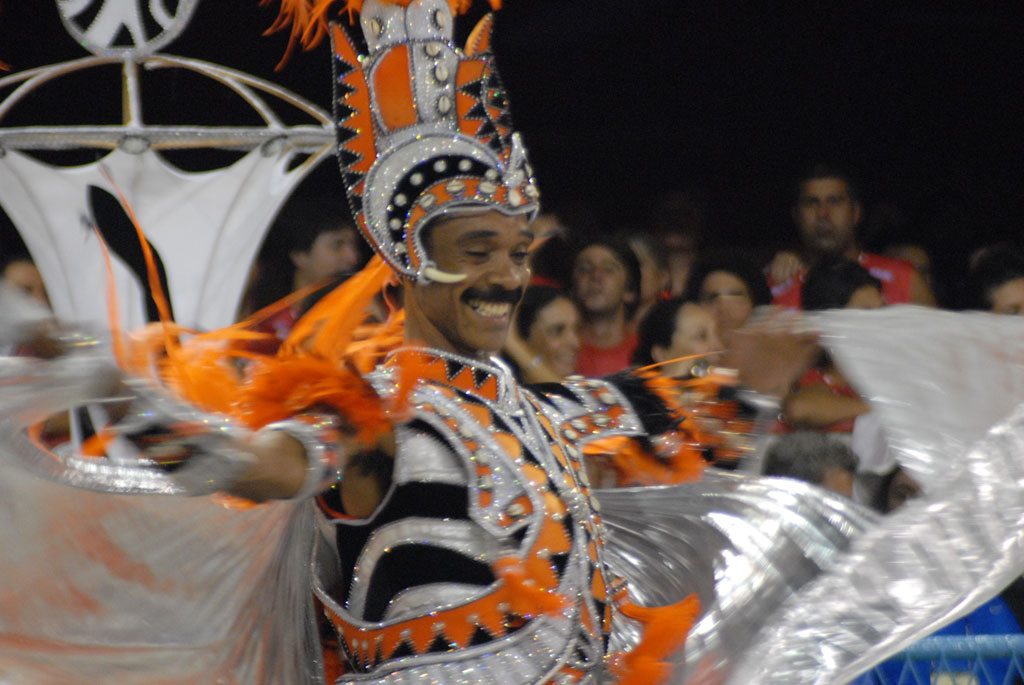
Ronaldinho no desfile de 2009 do Salgueiro.

Para o desfile de 2006 do Salgueiro, Ronaldinho retomou a parceria com a porta-bandeira Rita Freitas, com quem dançou em 1991 e 1993. Os dois não receberam nenhuma nota máxima, sendo descontados em meio ponto. O Salgueiro obteve o 11.º lugar, a pior colocação de sua história até então. O casal logo foi desfeito e em 2007, Ronaldinho dançou com a porta-bandeira Gleice Simpatia. Os dois receberam três notas máximas e o Salgueiro ficou classificado em sétimo lugar. No carnaval de 2008, Ronaldinho e Gleice receberam duas notas máximas e o Salgueiro foi vice-campeão do carnaval. Em 2009, novamente o casal teve um bom desempenho, conquistando três notas máximas e perdendo apenas um décimo. O Salgueiro foi campeão do carnaval e Ronaldinho conquistou seu primeiro título na elite do carnaval carioca. No ano seguinte, em 2010, Ronaldinho e Gleice não receberam nenhuma nota máxima. O Salgueiro ficou em quinto lugar.

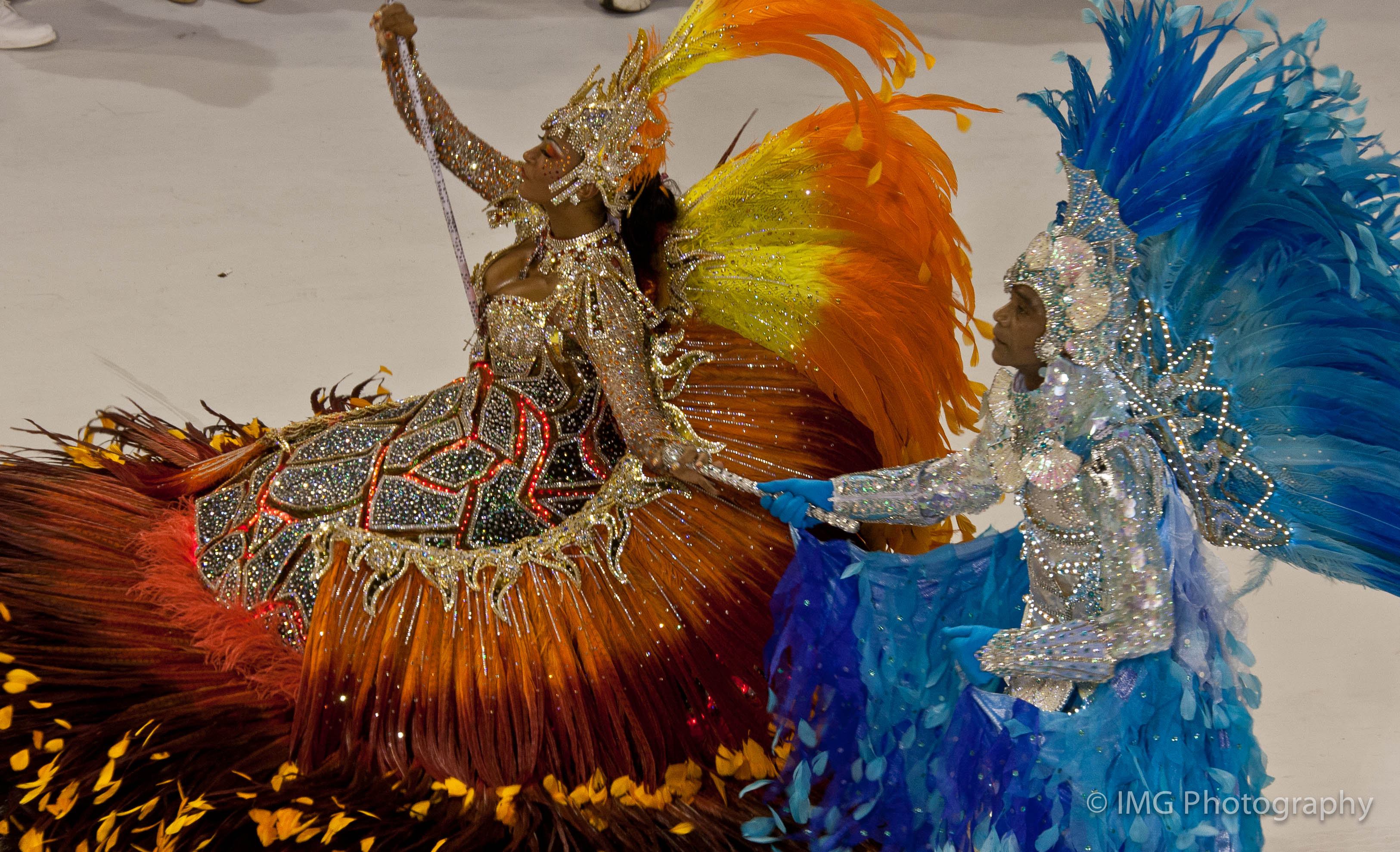
Ronaldinho e Verônica Lima no desfile de 2011 da União da Ilha.

Após o carnaval o mestre-sala se desligou do Salgueiro, se transferindo para a União da Ilha do Governador. Na manhã do dia 7 de fevereiro de 2011, faltando 27 dias para o desfile, um incêndio na Cidade do Samba atingiu os barracões de Portela, Grande Rio e União da Ilha. No mesmo dia da acidente, a LIESA decidiu que nenhuma escola seria rebaixada e as três agremiações atingidas desfilariam como hors concours, não sendo julgadas. Ronaldinho se apresentou com Verônica Lima, sua ex aluna e com quem dançara nos carnavais de 1999 e 2000. Em 2012, o casal novamente dançou pela União da Ilha, mas não obteve um bom resultado, perdendo meio ponto e não recebendo a nota máxima. A escola ficou classificada no oitavo lugar. Após o carnaval, o casal se desligou da agremiação. Para o carnaval de 2013, Ronaldinho acertou sua transferência para a Unidos do Viradouro, que desfilaria na Série A, a segunda divisão do carnaval. Faltando pouco mais de um mês para o desfile, Ronaldinho pediu dispensa da escola alegando problemas de saúde. Ronaldinho, que dançaria com Alessandra Chagas, foi substituído por Marlon Flores, até então segundo mestre-sala da Viradouro.

### Morte
Ronaldinho passou mal na tarde de sexta-feira, dia 12 de abril de 2013, sendo internado ás pressas na UPA de Duque de Caxias, onde morreu às 17 horas e 50 minutos em decorrência de um câncer de garganta do qual tratava há um ano. O corpo do mestre-sala foi enterrado na manhã do dia seguinte ao falecimento, no Cemitério de Vila Rosali, em São João de Meriti.

## Carnavais
Abaixo, a lista de carnavais de Ronaldinho no Rio de Janeiro e seu desempenho em cada ano.
| Legenda: 0 Nota descartada N Escola foi campeã |

| Ano  | Grupo    | Escola                      | Classificação            | Porta-bandeira           | Notas                    | Notas                    | Notas                    | Notas                    | Notas                    | Ref.                 |
| ---- | -------- | --------------------------- | ------------------------ | ------------------------ | ------------------------ | ------------------------ | ------------------------ | ------------------------ | ------------------------ | -------------------- |
| 1985 | Grupo 1A | Império da Tijuca           | 11.º lugar               | Irene                    | 9                        | 9                        | -                        | -                        | -                        | [ 22 ] [ 23 ] [ 4 ]  |
| 1986 | Grupo 1A | Império da Tijuca           | 12.º lugar               | Irene                    | 8                        | 9                        | -                        | -                        | -                        | [ 24 ] [ 25 ]        |
| 1987 | Grupo 1  | Império da Tijuca           | 16.º lugar (Rebaixada)   | Irene                    | 7                        | 8                        | 9                        | 9                        | -                        | [ 26 ] [ 27 ]        |
| 1988 | Grupo 1  | Acadêmicos do Salgueiro     | 4.º lugar                | Norminha                 | 9                        | 9                        | 10                       | 10                       | -                        | [ 28 ] [ 29 ]        |
| 1989 | Grupo 1  | Unidos da Ponte             | 15.º lugar (Rebaixada)   | Nicinha                  | 8                        | 9                        | 9                        | -                        | -                        | [ 30 ] [ 31 ] [ 32 ] |
| 1990 | Especial | Caprichosos de Pilares      | 13.º lugar               | Norminha                 | 8                        | 8                        | 9                        | -                        | -                        | [ 33 ] [ 34 ]        |
| 1991 | Especial | Acadêmicos do Salgueiro     | Vice-campeão             | Rita Freitas             | 9                        | 9,5                      | 10                       | -                        | -                        | [ 35 ] [ 36 ]        |
| 1992 | Grupo A  | Acadêmicos do Grande Rio    | Campeão                  | Adriene                  | 10                       | 10                       | 10                       | -                        | -                        | [ 37 ] [ 4 ]         |
| 1993 | Especial | Acadêmicos do Grande Rio    | 9.º lugar                | Rita Freitas             | 9                        | 9                        | 10                       | -                        | -                        | [ 38 ] [ 39 ]        |
| 1994 | Especial | Acadêmicos do Grande Rio    | 12.º lugar               | Ivone                    | 8                        | 9,5                      | 10                       | -                        | -                        | [ 40 ] [ 41 ]        |
| 1995 | Especial | São Clemente                | 17.º lugar (Rebaixada)   | Taninha                  | 9                        | 9                        | 9                        | 9,5                      | 9,5                      | [ 42 ] [ 43 ]        |
| 1996 | Especial | Império da Tijuca           | 17.º lugar (Rebaixada)   | Taninha                  | 8,5                      | 9                        | 9                        | 10                       | 10                       | [ 44 ] [ 45 ]        |
| 1998 | Grupo A  | Acadêmicos do Cubango       | 4.º lugar                | Taninha                  | 10                       | 10                       | 10                       | 9                        | -                        | [ 46 ] [ 47 ]        |
| 1999 | Especial | Acadêmicos do Grande Rio    | 6.º lugar                | Verônica Lima            | 10                       | 10                       | 10                       | -                        | -                        | [ 48 ] [ 49 ]        |
| 2000 | Especial | Acadêmicos do Grande Rio    | 9.º lugar                | Verônica Lima            | 9                        | 9                        | 9                        | -                        | -                        | [ 50 ] [ 51 ]        |
| 2001 | Especial | Acadêmicos do Salgueiro     | 4.º lugar                | Marcella Alves           | 10                       | 10                       | 10                       | -                        | -                        | [ 52 ] [ 53 ]        |
| 2002 | Especial | Acadêmicos do Salgueiro     | 6.º lugar                | Marcella Alves           | 10                       | 10                       | 10                       | 9,2                      | -                        | [ 54 ] [ 55 ]        |
| 2003 | Especial | Acadêmicos do Salgueiro     | 7.º lugar                | Marcella Alves           | 10                       | 10                       | 9,8                      | 9,8                      | -                        | [ 56 ] [ 57 ]        |
| 2004 | Especial | Acadêmicos do Salgueiro     | 6.º lugar                | Marcella Alves           | 10                       | 10                       | 10                       | 10                       | -                        | [ 58 ] [ 59 ]        |
| 2005 | Especial | Acadêmicos do Salgueiro     | 5.º lugar                | Marcella Alves           | 9,9                      | 9,9                      | 9,9                      | 9,8                      | -                        | [ 60 ] [ 61 ]        |
| 2006 | Especial | Acadêmicos do Salgueiro     | 11.º lugar               | Rita Freitas             | 9,8                      | 9,9                      | 9,9                      | 9,9                      | -                        | [ 62 ] [ 63 ]        |
| 2007 | Especial | Acadêmicos do Salgueiro     | 7.º lugar                | Gleice Simpatia          | 9,8                      | 10                       | 10                       | 10                       | -                        | [ 64 ] [ 65 ]        |
| 2008 | Especial | Acadêmicos do Salgueiro     | Vice-campeão             | Gleice Simpatia          | 9,9                      | 9,9                      | 10                       | 10                       | -                        | [ 66 ] [ 67 ]        |
| 2009 | Especial | Acadêmicos do Salgueiro     | Campeão                  | Gleice Simpatia          | 9,9                      | 10                       | 10                       | 10                       | -                        | [ 68 ] [ 69 ]        |
| 2010 | Especial | Acadêmicos do Salgueiro     | 5.º lugar                | Gleice Simpatia          | 9,8                      | 9,9                      | 9,9                      | 9,9                      | 9,9                      | [ 70 ] [ 71 ]        |
| 2011 | Especial | União da Ilha do Governador | A escola não foi julgada | A escola não foi julgada | A escola não foi julgada | A escola não foi julgada | A escola não foi julgada | A escola não foi julgada | A escola não foi julgada | [ 72 ] [ 73 ]        |
| 2012 | Especial | União da Ilha do Governador | 8.º lugar                | Verônica Lima            | 9,8                      | 9,8                      | 9,8                      | 9,9                      | -                        | [ 74 ] [ 75 ]        |

## Títulos e estatísticas
Ronaldinho conquistou dois títulos de campeão do carnaval. O primeiro, em 1992, no Grupo de Acesso A, pela Grande Rio. O segundo, em 2009, no Grupo Especial, pelo Salgueiro.
| Divisão        | Campeonato | Ano  | Vice | Ano         | Terceiro lugar | Ano |
| -------------- | ---------- | ---- | ---- | ----------- | -------------- | --- |
| Grupo Especial | 1          | 2009 | 2    | 1991 e 2008 | 0              | -   |
| Grupo A        | 1          | 1992 | 0    | -           | 0              | -   |

## Premiações
Abaixo, a lista de prêmios recebidos por Ronaldinho em sua carreira no carnaval.
- Estandarte de Ouro [76][77]

1. 1988 - Melhor mestre-sala (Salgueiro)
2. 1995 - Melhor mestre-sala (São Clemente)
3. 2001 - Melhor mestre-sala (Salgueiro)
4. 2003 - Melhor mestre-sala (Salgueiro)
5. 2004 - Melhor mestre-sala (Salgueiro)

- Troféu Apoteose

1. 2006 - Melhor mestre-sala (Salgueiro) [78]

- Troféu Rádio Manchete [79]

1. 2008 - Melhor mestre-sala (Salgueiro)